# 宜野湾市立野球場

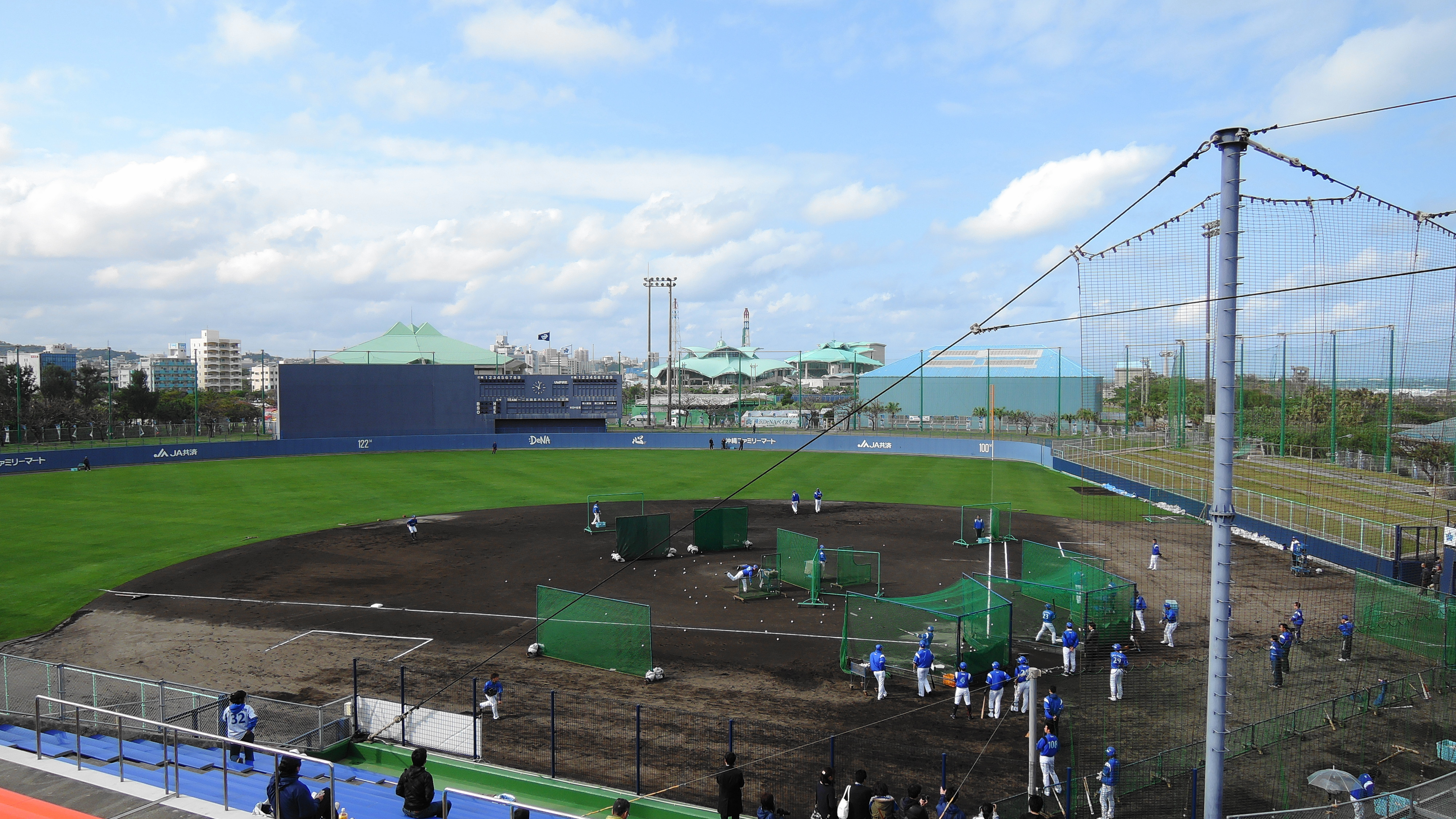
春季キャンプ中の横浜DeNAベイスターズ

宜野湾市立野球場（ぎのわんしりつやきゅうじょう）は、沖縄県宜野湾市の宜野湾市立総合運動場内にある野球場。1987年（昭和62年）3月13日に完成し、宜野湾市が運営管理を行っている。プロ野球・横浜DeNAベイスターズが公園内各施設と合わせて春季のキャンプ地として使用しており、春季キャンプ期間終盤にはオープン戦が開催される。
本球場は東シナ海に面する形で設置されており、海が非常に近い。このため、津波警報発表などにより中止となることがある。2010年（平成22年）2月28日に開催される予定だった横浜ベイスターズ対東北楽天ゴールデンイーグルスのオープン戦が、前日に発生したチリ大地震により、中止となった例がある。
施設命名権により、2024年（令和6年）2月1日から「ユニオンですからスタジアム宜野湾」の呼称を用いている（後述）。
2022年（令和4年）からは野球のトライアウトリーグ「ジャパンウィンターリーグ」の会場としても使用されている。

## 施設概要
- グラウンド面積：12,620m2
- 両翼：100m、中堅：122m
  - 2008年10月末からの改修で拡張。当初は両翼95m、中堅120m
- 内野：クレー舗装、外野：天然芝（高麗芝）
- スコアボード：フルカラーLED式
- 収容人員：11,800人（メインスタンド：3,000人 内野スタンド：2,800人 外野スタンド：6,000人）
- 照明設備：6基（最大照度200Lx）

## 運動場内その他の施設
- 宜野湾市立体育館

## 命名権
2017年（平成29年）12月6日、宜野湾市に本社を置くアトムホームが命名権を取得し、2018年2月1日から5年間の契約（年額600万円）で、「アトムホームスタジアム宜野湾」の呼称を使用していた。
2023年（令和5年）12月14日、「フレッシュプラザ ユニオン」の名称でスーパーマーケットを展開する野嵩商会が命名権を取得し、2024年2月1日から2027年2月末まで「ユニオンですからスタジアム宜野湾」の呼称を使用している。

## 交通
- 最寄り駅
  - 沖縄都市モノレール線の「古島駅（ふるじまえき）」。
    - ただし、古島駅と当球場の間は直線距離で約7km離れている。

当該駅等より下記「外部リンク」のように、本公園行きバスが発着している。
- バス停留所
  - 「宜野湾市営球場前」バス停下車後、すぐ。
上記最寄り「古島駅」より下記「外部リンク」のように、次の3系統の本球場方面行きバスが発着している。
    - 古島バス停（県道82号、環状2号線）から、55番（琉球バス交通）
    - 古島駅前バス停（古島IC）から、88番・112番（琉球バス交通）

ちなみに上記最寄り駅以外からも、やはり「宜野湾市営球場前」バス停へ向かう次の2系統のバスがある。
    - 那覇空港から、99番（琉球バス交通）
    - 那覇バスターミナルから、32番（沖縄バス）